# Dichorda iridaria
Dichorda iridaria är en fjärilsart som beskrevs av Achille Guenée 1857. Dichorda iridaria ingår i släktet Dichorda och familjen mätare. Inga underarter finns listade i Catalogue of Life.